# Christian Pingel
Christian Pingel, född 20 februari 1793 i Köpenhamn, död där 22 december 1852, var en dansk geolog, far till Victorinus Pingel.
Pingel blev student i Köpenhamn 1810 och studerade därefter vid Köpenhamns universitet, där han 1811 tog filologisk-filosofisk examen och hösten 1813 juridisk examen. År 1814 reste han till Tyskland, där han i tre år studerade filosofi och naturvetenskap vid olika universitet och år 1817 blev filosofie doktor i Jena. Efter en kort vistelse i hemmet återvände han våren 1818 till Tyskland och bereste 1818-20 i geologiskt syfte de centraltyska bergen, Schlesien och Galizien. 
Även efter sin hemkomst 1820 företog Pingel geologiska resor, både i Danmark, Norge och Sverige. Resultaten från sina resor publicerade i ett par artiklar i "Tidsskrift for naturvidenskaberne" IV och V. Den viktigaste av dessa, Om diluviet og alluviet i det nordlige Jylland (1827), visar en för sin tid ovanligt klar syn på de lösa jordlagren. Den dominerande ställning, som Johan Georg Forchhammer kom att inta på alla geologins områden i Danmark, förhindrade dock Pingel från att hävda sina ståndpunkter. År 1828 reste Pingel till Grönland, där han stannade till hösten 1829. I sin frånvaro anställdes han som mineralogisk assistent vid Det Naturhistoriske Museum på Stormgade i Köpenhamn, där han 1842 befordrades till inspektör och 1847 till överinspektör för hela museet, en befattning vilken han behöll fram till sin död. 
Om olika geologiska och arkeologiska iakttagelser, som Pingel gjorde under sin grönlandsresa, föreligger åtskilliga avhandlingar i Videnskabernes Selskabs och i Oldskriftselskabets tidskrifter. En av de viktigaste är Om den af porfyrgange gjennembrudte røde sandsten i det sydlige Grønland ("Videnskabernas Selskabs naturvidenskabelige afhandlinger" X, 1843), i vilken han beskriver de på södra Grönland förekommande mäktiga sandstenslager, vars geologiska ålder han dock ej kunde fastställa. Den iakttagelse, som dock väckte störst uppmärksamhet, gjordes 1836 men offentliggjordes först i meddelandet Om sænkningen af Grønlands vestkyst på det skandinaviska naturforskarmötet 1840. Hans slutsatser om denna antagna motsvarighet till Skandinaviens landhöjning kunde dock senare vederläggas. 
Vidare kan nämnas avhandlingen Udsigt over de vigtigste rejser, som i nyere tider ere foretagne fra Danmark og Norge for igjen at opsøge det tabte Grønland og at undersøge det gjenfundne ("Grønlands historiske mindesmærker" III, 1845). Pingel blev ledamot av Videnskabernes Selskab 1842.

## Utmärkelser
- Riddare av Dannebrogorden,  1847[2]

[Redigera Wikidata]